# Жан I (герцог Брабанта)
Жан (Иоанн, Ян) I Победитель (фр. Jean I le Victorieux; 1253, Брюссель — 3 мая 1294, Антверпен) — герцог Брабантский с 1267 года, герцог Лимбурга с 1288 года. Миннезингер, сын Генриха III Добродушного, герцога Брабанта, и Аделаиды Бургундской, дочери Гуго IV, герцога Бургундии.

## Биография
Жан стал герцогом Брабанта 24 мая 1267 года, когда его старший брат, Генрих IV отрекся от титула и удалился в монастырь.
Любитель турниров, большой поклонник дам, покровитель поэтов, Жан I был одним из самых влиятельных нидерландских князей конца XIII века. Он был союзником французских королей, чему способствовал брак с Маргаритой (1255—1271), рано умершей дочерью короля Франции Людовика IX Святого, а также брак короля Филиппа III Смелого с его сестрой Марией. В 1276 году он участвовал в походе Филиппа III в Кастилию для поддержки прав Альфонсо де ла Серды против короля Санчо IV. В 1285 году Жан участвовал в Крестовом походе в Арагон.
В 1283 году умерла герцогиня Лимбурга Ирменгарда. На её наследство оказалось множество претендентов. При этом муж Ирменгарды, Рено I Гельдернский, получил от императора Рудольфа I право на пожизненное владение феодов жены и решил сохранить их за собой. В результате разгорелась война за Лимбургское наследство. В неё вмешался и Жан, купивший права на Лимбург у графа Адольфа V Бергского. Его главным противником выступил архиепископ Кёльна Зигфрид Вестербургский, объединившийся в 1288 году с Рено Гельдернским и графом Фландрии Ги де Дампьером. Но Жан, сумевший заручиться поддержкой графа Голландии (чем нейтрализовал графа Фландрии), а также графов Юлиха и Берга. Он спровоцировал восстание в Кёльне против архиепископа Зигфрида, после чего предпринял поход против архиепископа, присоединив льежские, клевские и юлихские войска. Кроме того к нему присоединились кёльнские горожане и крестьяне их графства Берг. 5 июня 1288 года состоялась кровопролитная битва около замка Ворринген, закончившаяся победой Жана. Погибло 1200 человек. Архиепископ Зигфрид и Рено Гельдернский попали в плен, погиб граф Люксембурга вместе с братьями. В результате Лимбург прекратил самостоятельное существование и был присоединен к Брабанту. Жан I и его потомки теперь носили титул Герцог Брабанта и Лимбурга. Рено Гельдернский 15 октября 1289 года был вынужден отказаться от прав на Лимбург.

Герб объединённых герцогств Брабанта и Лимбурга.

Завоевание Лимбурга увеличило экономическую мощь Брабанта, поскольку герцог владел теперь всем течением Мааса, по которому проходил самый удобный торговый путь из Германии в Нидерланды.То есть теперь он получил очень заметную монополию. В регионе где он правил и ближайших его областей. Кроме того теперь Брабант окончательно стал независимым от Священной Римской империи германской нации. При посредничестве короля Франции Жан помирился с Ги де Дампьером, а также заключил мир с Люксембургским домом, выдав в 1292 году замуж за нового графа Генриха VII свою дочь Маргариту. Также Жан I сблизился с Англией, женив в 1190 году своего сына на дочери короля Эдуарда I. Позже он также заставил признать невиновность французской королевы, Марии Брабантской, обвинявшейся в отравлении одного из принцев.
В 1294 году Жан I умер от ранений, полученных на турнире в Лувене, проводившемся в честь бракосочетания графа Бара Генриха III и дочери короля Эдуарда I.

## Брак и дети
1-я жена: с 1270 Маргарита Французская (1255 — июль 1271), дочь короля Франции Людовика IX Святого и Маргариты Прованской. Дети:
- сын (род. и ум. в июле 1271)

2-я жена: с 1273 Маргарита Фландрская (ок. 1251 — 3 июля 1285), дочь графа Фландрии Ги де Дампьера и Матильды де Бетюн. Дети:
- Готфрид (Жоффруа) (ок. 1273/1274 — после 13 сентября 1283)
- Жан II Тихий (27 сентября 1275 — 27 октября 1312), герцог Брабанта и Лимбурга с 1294
- Маргарита (4 октября 1276 — 14 декабря 1311); муж: с 9 июня 1292 Генрих VII Люксембургский (2 июля 1274 — 24 августа 1313), граф Люксембурга с 1288, король Германии с 1309, император Священной Римской империи с 1312
- Мария (ок. 1277/1285 — после 2 ноября 1338); муж: с ок. 1297/1304 Амадей V Великий (ок. 1253 — 16 октября 1323), граф Савойи

Также у Жана было несколько незаконнорождённых детей:
- Ян Меуве (ум. 1310), сеньор Вавера и Корбека
- Йеннеквин Мехеленский
- Ян Пейлисер
- Ян ван дер Плас (ум. после 1347)
- Маргарета ван Тарвюэрен; муж: с 1292 Ян ван Ландевейк